# Leone Paci
Leone Paci (Panicale, Perusa, 1887 - Milà, 1981) fou un baríton italià.
Després d'estudiar a Roma, va debutar el 1910 al Teatro Civico d'Acquapendente, interpretant La Favorita de Donizetti. Al començament de la seva carrera, va interpretar tant papers de baríton com de baix. Al llarg de la seva carrera, va aconseguir destacades actuacions, destacant la seva participació el 1917 en l'estrena de Lodoletta de Mascagni al Teatro Costanzi de Roma.
El 1914 va fer el seu debut a La Scala, assumint el paper de Donner a L'or del Rin, i des de llavors va mantenir una presència constant en aquest teatre. Al mateix escenari, el 1915 va participar en l'estrena mundial de Fedra de Pizzetti. El mateix any va cantar al Dal Verme de Milà a l'estrena italiana de Madame Sans-Gêne de Giordano. Tornnt a La Scala, el 1934, va cantar en l'estrena de Il Dibuk de Lodovico Rocca, i anteriorment també havia participat en l'estrena de Madonna Imperia de Franco Alfano. A més, el 1929 va interpretar un paper a Don Giovanni de Felice Lattuada al Teatro San Carlo de Nàpols i, l'any següent, va tornar al mateix escenari amb l'òpera L'ultimo lord de Franco Alfano.
La seva trajectòria inclogué nombroses actuacions al Teatro Massimo de Palerm, on durant la temporada 1918-1919 va destacar com Lescaut a Manon de Massenet. El 1922, també a Palerm, va brillar amb el paper principal a Gianni Schicchi de Puccini. Durant la temporada 1920-1921, a Roma, va assolir grans èxits amb les seves interpretacions a Madama Butterfly, Aida i La Bohème. També va demostrar talent en papers de buffo, ampliant així el seu repertori.
Encara que la seva activitat fora d’Itàlia va ser limitada, el 1934-1935 va actuar al Gran Teatre del Liceu de Barcelona. En els darrers anys de la seva carrera, es va centrar principalment a interpretar papers de baix buffo. En els seus últims anys, es va retirar a la Casa de Riposo Verdi a Milà, on va passar el tram final de la seva vida.